# Tinh vân lưỡng cực

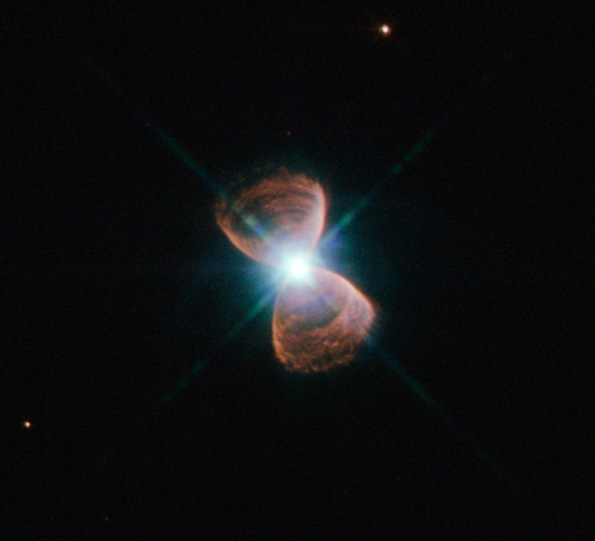
Tinh vân lưỡng cực PN Hb 12.

Tinh vân lưỡng cực là một loại tinh vân được đặc trưng bởi hai thùy ở hai bên của một ngôi sao trung tâm. Khoảng 10-20% tinh vân hành tinh là lưỡng cực.

## Hình thành
Mặc dù nguyên nhân chính xác của cấu trúc tinh vân này vẫn chưa được biết đến, nhưng người ta thường cho rằng nó ám chỉ sự hiện diện của một hệ sao đôi trung tâm với chu kỳ từ vài ngày đến vài năm. Khi một trong hai ngôi sao trục xuất các lớp bên ngoài của nó, ngôi sao còn lại làm gián đoạn dòng chảy vật chất để tạo thành hình dạng lưỡng cực.

## Ví dụ điển hình

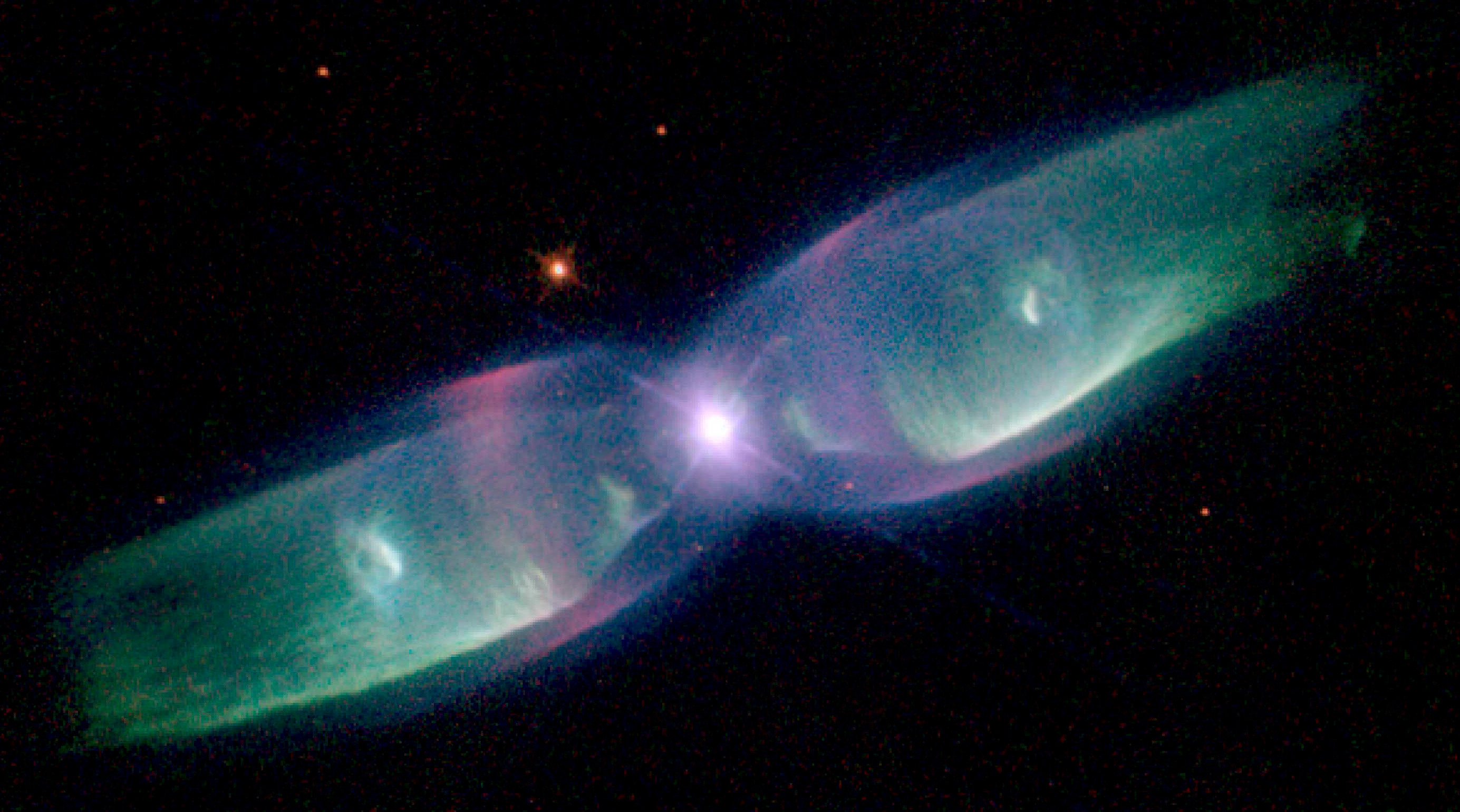
Tinh vân Hồ Điệp

- Tinh vân Homunculus xung quanh Eta Carinae.[4][5][6][7]
- Hubble 5.[8]
- Tinh vân M2-9 hay còn gọi là Tinh vân Hồ Điệp.[9][10][11]
- Tinh vân Trứng Thối ký hiệu OH231.8+4.2.[12][13][14][15]
- Tinh vân con kiến ký hiệu Menzel 3 hoặc Mz3.[16][17][18]
- Tinh vân Westbrook (CRL 618).[19]
- Tinh vân Quả trứng (CRL 2688).[20][21][22][23]
- Tinh vân Hình chữ nhật Đỏ.[24][25][26]
- Tinh vân Đồng hồ cát (MyCn 18).[27][28][29][30][31]
- Tinh vân Con Cua phương Nam.[32][33][34]
- Tinh vân Boomerang.[35][36][37][38][39]
- NGC 2346.[40]
- Tinh vân Cánh bướm.
- Tinh Vân KjPn 8- Tinh vân lưỡng cực lớn nhất (theo kích thước góc).[41]